# Polo Aledo
Polo Aledo (Madrid, 13 de desembre de 1956 - San Antonio de los Baños, L'Havana, Cuba, 30 de setembre de 2009) és un enginyer de so espanyol, guanyador d'un Goya al millor so. Va ser precursor al costat del seu germà Iván a buscar referències més enllà de la taula de muntatge, idees impulsives. El seu primer treball important fou com a assistent de so a la sèrie de televisió Santa Teresa de Jesús (1984) i assistent de muntatge d'El juego más divertido d'Emilio Martínez Lázaro. El 1994 fou guardonat amb el Goya al millor so pel seu treball a Los peores años de nuestra vida amb Gilles Ortion, José Antonio Bermúdez i Carlos Garrido. Tornaria a ser candidat al Goya al millor so el 2001 per Lucía y el sexo, el 2004 per Incautos, el 2005 per Princesas i el 2007 per Siete mesas de billar francés. Va morir a Cuba d'un infart quan era donant un curs de so a l'escola de cinematografia a San Antonio de los Baños.

## Filmografia
- Los peores años de nuestra vida (de Fernando Colomo, 1994)
- Tierra (de Julio Medem, 1996)
- Familia (de Fernando León de Aranoa, 1996)
- Carreteras secundarias (d'Emilio Martínez Lázaro, 1997)
- Los amantes del Círculo Polar (de Julio Medem, 1998)
- Barrio (de Fernando León de Aranoa, 1998)
- A los que aman (d'Isabel Coixet, 1998)
- El corazón del guerrero (de Daniel Monzón, 2000)
- La voz de su amo (d'Emilio Martínez Lázaro, 2001)
- Lucía y el sexo (de Julio Medem, 2001)
- Intacto (de Juan Carlos Fresnadillo, 2001)
- Los lunes al sol (de Fernando León de Aranoa, 2002)
- Princesas (de Fernando León de Aranoa, 2005)
- El método (de Marcelo Piñeyro, 2006)
- Cándida (de Guillermo Fesser, 2006)
- Caótica Ana (de Julio Medem, 2007)
- Siete mesas de billar francés (de Gracia Querejeta, 2007)
- La familia Mata (sèrie, 2007-2009)
- Marisol (minisèrie, 2009)
- Habitación en Roma (de Julio Medem, 2010)
- Amador (de Fernando León de Aranoa, 2010)